# Holnon
Holnon – miejscowość i gmina we Francji, w regionie Hauts-de-France, w departamencie Aisne.
Według danych na styczeń 2014 roku gminę zamieszkiwały 1463 osoby, a gęstość zaludnienia wynosiła 229,3 osób/km².